# احمد میمندی
ابوالحسن القاسم احمد بن حسن میمندی یا به کوتاهی احمد میمندی که به او عنوان افتخاری شمس‌الکُفاة داده بودند، وزیر دربار غزنوی در دوره سلطان محمود غزنوی و پسرش مسعود غزنوی بود. او پس از ابوالعباس اسفراینی به وزارت رسید. میمندی زبان فارسی که پیش از آن در دوره اسفراینی زبان رسمی دربار غزنوی شده بود را برانداخت و دوباره زبان عربی را زبان رسمی دربار کرد.

## زندگی‌نامه

### کودکی
میمندی از جمله بزرگ زادگان میوند قندهار بود و از کودکی با سلطان محمود یکجا پرورش یافته و برادر رضاعی او بود. حسن، پدر احمد در حکومت سبکتگین پدر محمود عامل بُست بود و به اتهام خیانت در اموال دولتی به فرمان سبکتگین کشته شد، اما سبکتگین چندی بعد بی‌گناهی وی را دریافت و از کردهٔ خود پشیمان شد.

### مناصب
از آنجا که میمندی در خانواده‌ای دیوانی پرورش یافت و نیز از کودکی در دربار غزنویان حضور داشت، آیین دبیری و امور دیوانی را به خوبی فرا گرفت و مناصب متعددی به دست آورد. او کارهای دیوانی را از ۳۸۴ قمری در دیوان محمود غزنوی که در آن وقت از سوی سامانیان سپهسالار خراسان بود آغاز کرد.
در سال ۴۰۱ قمری پس از اینکه سلطان محمود بر ابوالعباس اسفراینی خشم گرفت و وزیر از مقام خود کناره گرفت و خود را در قلعهٔ غزنین محبوس کرد، میمندی از طرف سلطان به مدیریت امور پرداخت و در سال ۴۰۴ یا ۴۰۵ قمری رسماً بر منصب وزارت نشست. مورخان کفایت و کاردانی وزیر جدید را در غیاب سلطان در گردآوری مالیاتها و انتظام امور دیوانی و رسیدگی به حال رعایا، فراوان ستوده‌اند. او بر عمال مالیاتی سخت می‌گرفت و پریشانیهایی را که در نتیجهٔ بی‌تدبیری وزیر پیشین در گردآوری مالیاتها به وجود آمده بود، سامان داد و پس از بازگشت سلطان از هندوستان، مالی وافر از خراسان و هرات به خزانه فرستاد با اینحال، در سال ۴۱۶ قمری سلطان محمود بر میمندی خشم گرفت و او را پس از عزل از وزارت در دژ کالنجر زندانی کرد. بعد از او حسن بن محمد میکالی معروف به حسنک وزیر به وزارت سلطان محمود رسید.
پس از به سلطنت رسیدن مسعود غزنوی در سال ۴۲۱ قمری او میمندی را از زندان آزاد کرد و از او خواست که وزارت را به عهده بگیرد. میمندی در ابتدا از قبول کردن منصب وزارت خودداری کرد اما سرانجام با اصرار سلطان در ماه صفر ۴۲۲ قمری خلعت وزارت پوشید.

### مرگ
میمندی در ۲۵ محرم ۴۲۴ قمری پس از اینکه ۱۵ روز بیمار بود در هرات درگذشت. پس از او احمد عبدالصمد به مقام وزارت دربار سلطان مسعود غزنوی رسید.